# Moba (Repubblica Democratica del Congo)
Moba è un centro abitato della Repubblica Democratica del Congo, situato nella Provincia di Tanganyika.